# 泰山駅 (新北市)
泰山駅（たいざんえき、タイシャンえき）は台湾新北市泰山区にある桃園機場捷運（桃園捷運機場線）の駅。駅番号は(A5)。普通車のみが停車する。

## 歴史
- 2017年
  - 2月2日 - 桃園機場捷運（桃園捷運機場線）暫定開業（当駅での入出場は扱わない）[1]。
  - 2月16日 - 当駅での整理券方式による無料体験試乗を開始（日中8-16時のみで、利用客数は1日の上限がある）[1]。
  - 3月2日 - 正式開業（4月1日までの1ヶ月は半額）[1]。
- 2020年9月23日 - 北側出口増設事業起工[2]。

## 駅構造
ホームは地上5階にある。相対式ホーム2面2線の高架駅。ホームドア設置駅。出口は中山路西側に1ヶ所設けられる。

### 駅階層
| 地上 五階                      |                                                                      |                                                                    |
| 相対式ホーム、右側のドアが開く |                                                                      |                                                                    |
| 1番線                          | ←■機場線 普通車 桃園機場(T1・T2)・高鉄桃園站・環北方面（泰山貴和駅） |                                                                    |
| 2番線                          | →■機場線 普通車 新北産業園区・台北車站方面（新荘副都心駅）→          |                                                                    |
| 相対式ホーム、右側のドアが開く |                                                                      |                                                                    |
| 地上 二階                      | コンコース                                                           | 出入口、コンコース、自動券売機、自動改札機、エスカレーター、トイレ |

### 駅出口
- 出口1（南側）:新北大道

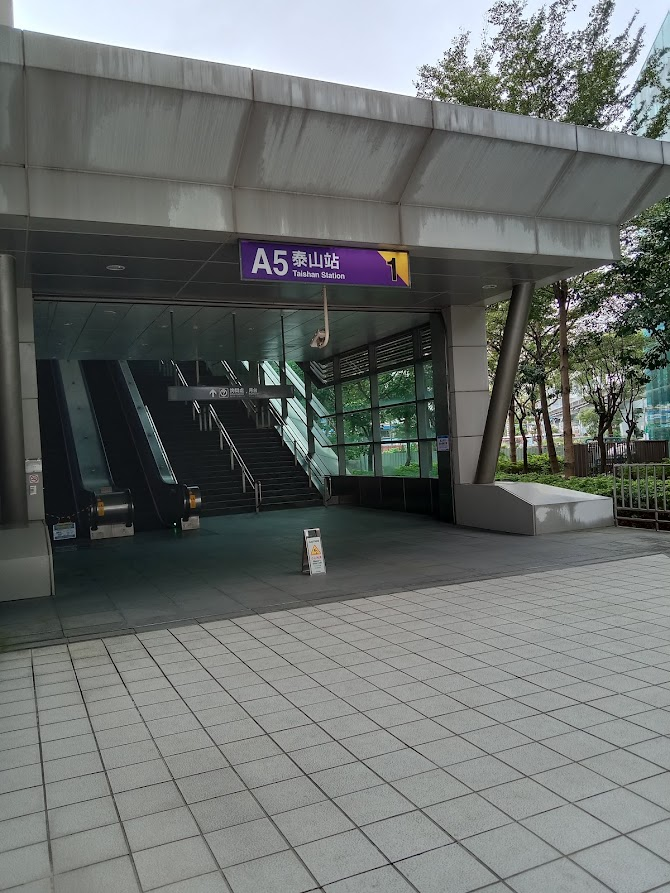
1番出入口(2022年12月)
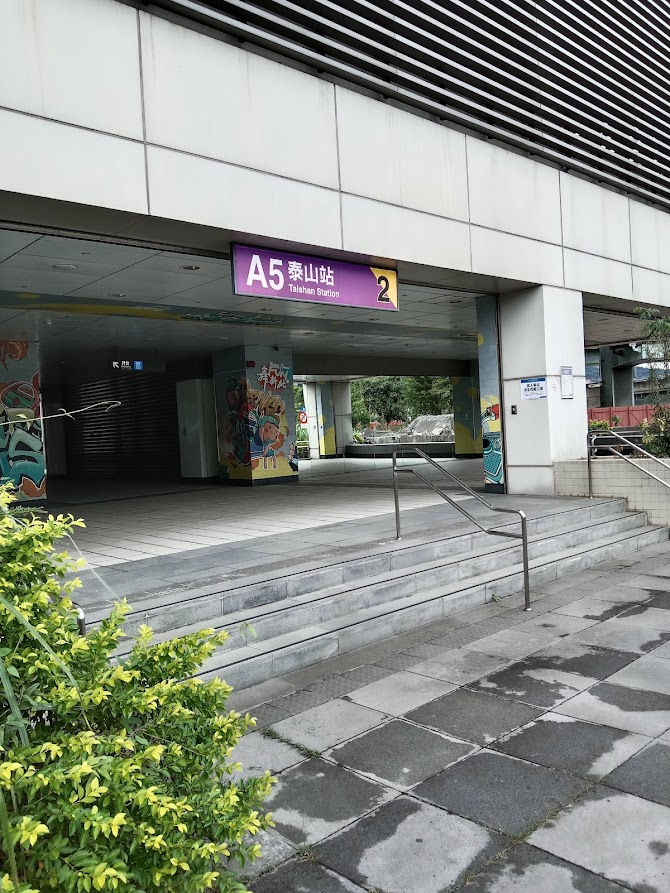
2番出入口(2022年12月)
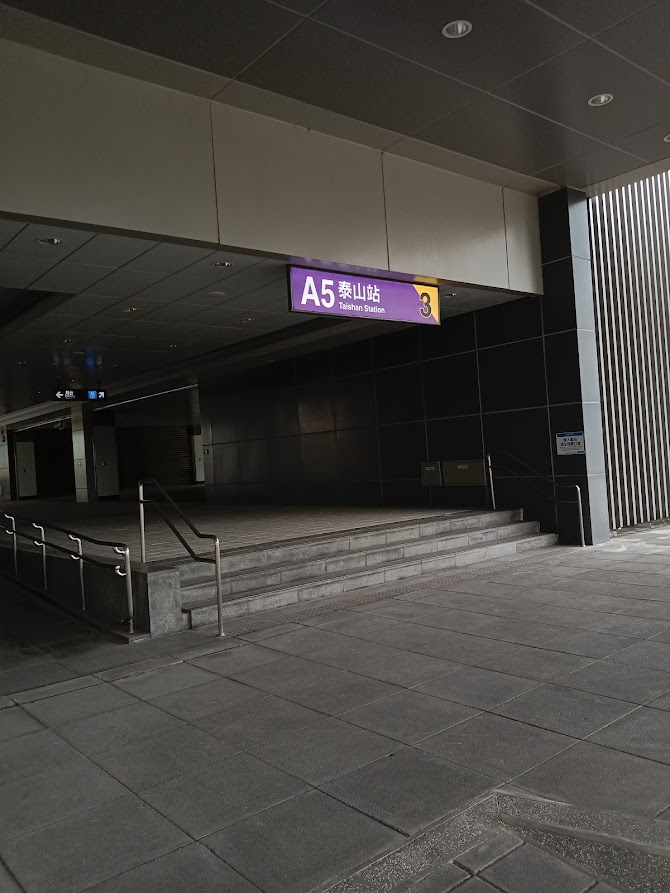
3番出入口(2022年12月)
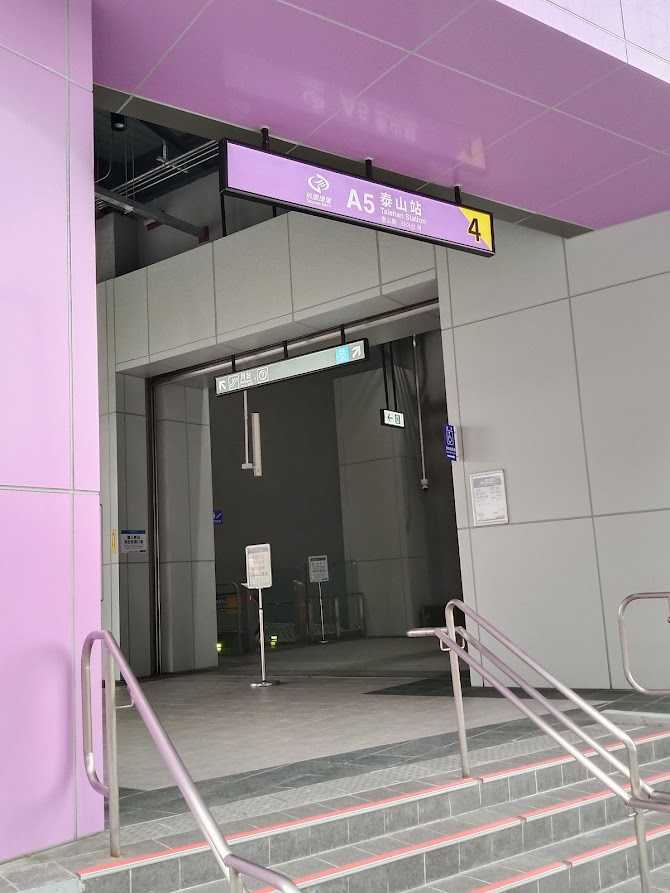
4番出入口(2022年12月)

## 利用状況
| 年   | 年間利用客数 | 年間利用客数 | 年間利用客数 | 年間利用客数 | 1日平均 | 1日平均 |
| 年   | 乗車         | 下車         | 乗降計       | 出典         | 乗車    | 乗降    |
| ---- | ------------ | ------------ | ------------ | ------------ | ------- | ------- |
| 2017 | 262,000      | 271,000      | 533,000      | [ 4 ]        | 859     | 1,748   |
| 2018 | 361,000      | 365,000      | 726,000      | [ 5 ]        | 989     | 1,989   |
| 2019 | 449,000      | 452,000      | 901,000      | [ 6 ]        | 1,230   | 2,468   |
| 2020 | 406,000      | 412,000      | 818,000      | [ 7 ]        | 1,109   | 2,235   |
| 2021 | 289,000      | 298,000      | 587,000      | [ 8 ]        | 792     | 1,608   |

## 駅周辺
- 中平国中（中国語版）
- 新荘高中（中国語版）

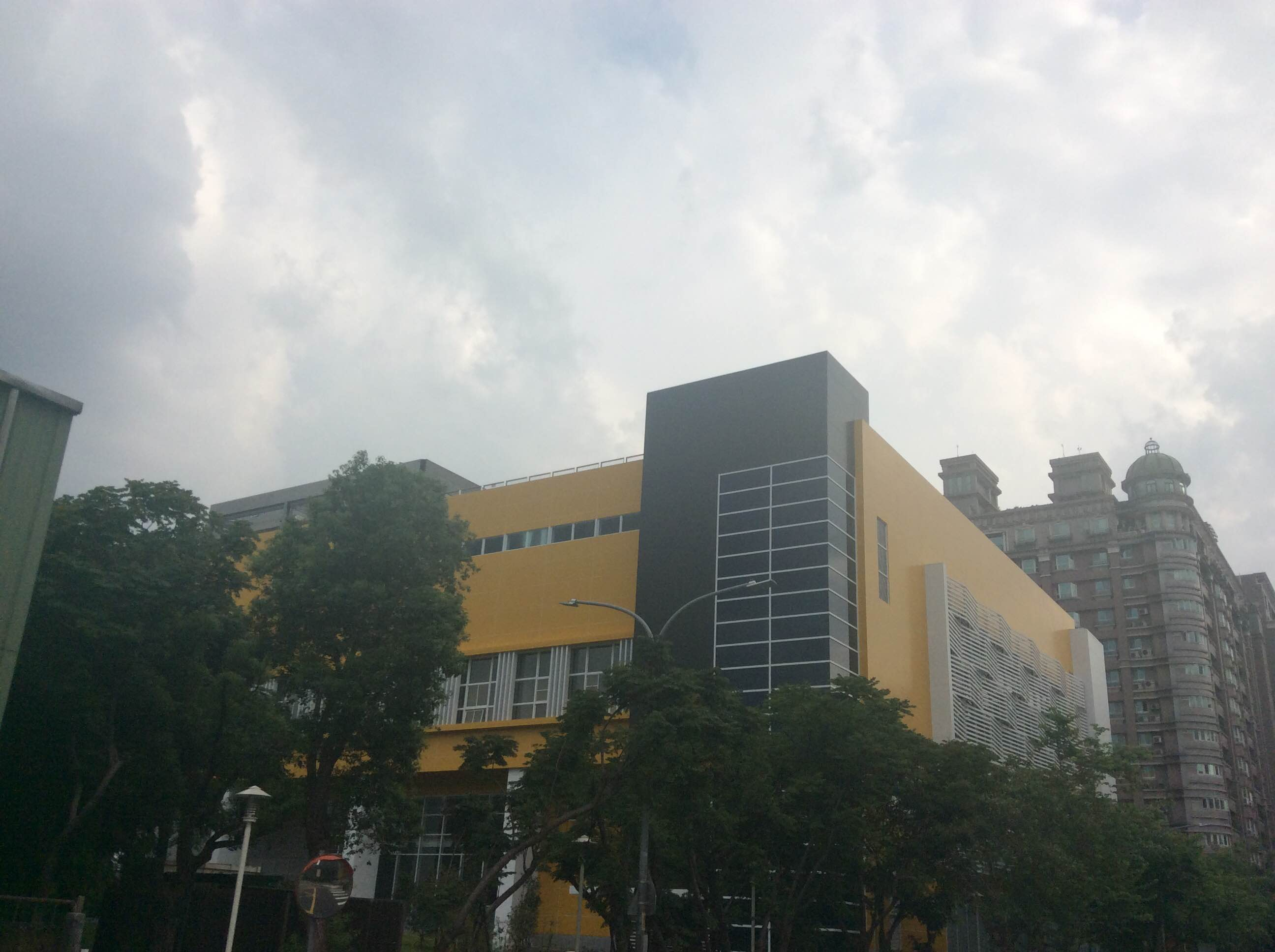
新五泰国民運動中心（中国語版）
- 貴子坑渓（中国語版）
- 台1線
- 台65線:泰山交流道、新荘1交流道

- 新五泰国民運動中心

## バス
停留所名は《捷運泰山站》、《捷運泰山站（泰林路）》
| 系統   | 管轄         | 事業者             | 区間                                                     | 備考                                                              |
| ------ | ------------ | ------------------ | -------------------------------------------------------- | ----------------------------------------------------------------- |
| 616    | 台北聯営公車 | 中興巴士           | 泰山 - 天母                                              | 一部の便が 捷運泰山站（泰林路）に停車                             |
| 617    | 台北聯営公車 | 三重客運           | 泰山 - 内湖                                              | 一部の便が 捷運泰山站に停車                                       |
| 622    | 台北聯営公車 | 三重客運           | 泰山 - 捷運中山駅                                        | 一部の便が 捷運泰山站に停車                                       |
| 783    | 新北市公車   | 三重客運           | 五股 - 台北北門                                          |                                                                   |
| 786    | 新北市公車   | 三重客運           | 公西 - 板橋                                              |                                                                   |
| 786区  | 新北市公車   | 三重客運           | 公西 - 捷運新荘駅                                        |                                                                   |
| 798    | 新北市公車   | 指南客運           | 五股 - 北門                                              | 一部の便が 捷運泰山站に停車                                       |
| 803    | 新北市公車   | 指南客運           | 五股 - 松山機場                                          | 一部の便が捷運泰山站（泰林路）に停車                              |
| 805    | 新北市公車   | 台北客運、三重客運 | 土城 - 五股                                              | 一部の便が捷運泰山站（泰林路）に停車                              |
| 813    | 新北市公車   | 指南客運、光華巴士 | 五股 - 中和                                              | 一部の便が捷運泰山站（泰林路）に停車                              |
| 813区  | 新北市公車   | 指南客運、光華巴士 | 中和 - 行政院新荘聯合弁公大樓                            |                                                                   |
| 820    | 新北市公車   | 中興巴士           | 泰山 - 捷運民権西路駅                                    | 一部の便が捷運泰山站（泰林路）に停車                              |
| 835    | 新北市公車   | 三重客運           | 新北産業園区 - 捷運台大医院駅                            |                                                                   |
| 859    | 新北市公車   | 三重客運           | 泰山 - 樹林                                              |                                                                   |
| 899    | 新北市公車   | 三重客運           | 捷運泰山駅 - (泰林路、成泰路) - 捷運蘆洲駅 - 蘆洲        | 2017年2月16日から                                                 |
| 918    | 新北市公車   | 指南客運、中興巴士 | 泰山 - 新店                                              | 一部の便が捷運泰山站（泰林路）に停車 一部は耕莘医院まで延伸運行。 |
| 960    | 新北市公車   | 三重客運           | 捷運泰山駅 - 新荘高中 - 捷運新荘駅(地政事務所、新荘郵局) | 2017年2月16日から                                                 |
| F212副 | 新北市新巴士 |                    | 泰山公有市場 - 貿商国宅                                  | 無料バス                                                          |
| 1209   | 公路総局     | 三重客運           | 公西 - 台北北門                                          | 公路客運路線                                                      |

## 隣の駅
桃園捷運
機場線（桃園機場捷運）
■直達車
通過
■普通車
新荘副都心駅 (A4) - 泰山駅 (A5) - 輔大医院駅 (A5a)（計画中） - 泰山貴和駅 (A6)